# Bärbel Inhelder
Bärbel Inhelder (* 15. April 1913 in St. Gallen; † 17. Februar 1997) war eine Schweizer Entwicklungspsychologin.

## Ausbildung
Bärbel Inhelder studierte an der Universität Genf. Bereits im dritten Studienjahr begann sie auf Einladung ihres Lehrers Jean Piaget an zu publizieren. Nach ihrem Studium wurde sie zuerst ehrenamtliche Assistentin, schliesslich Chef de Travaux am neuen Centre d'Epistémoloqie Génétique in Genf. 1943 promovierte sie. Zwischen 1939 und 1943 erfasste sie in St. Galler Gemeinden erstmals systematisch Kinder mit einer geistigen Behinderung, schätze deren Entwicklungsstand ein und suchte für diese Kinder nach Anschlusslösungen. Sie schaffte es den ersten schulpsychologischen Dienst zu etablieren. 1948 wurde sie Professorin an der Universität Genf. Sie veröffentlichte über 100 Werke zur Psychologie. Sie war mehrfach Ko-Autorin bei Piagets Werken. 1971 übernahm sie als Nachfolgerin von Piaget die Professur für Entwicklungspsychologie. Diesen Lehrstuhl hatte sie bis 1983 inne. Inhelders Arbeit wird weltweit gewürdigt, gemäss Verena Mock blieb Inhelder allerdings etwas im Schatten ihres Vorgängers Piaget.
1976 wurde Inhelder zum Mitglied der American Academy of Arts and Sciences gewählt.

## Schriften
- Die Entwicklung der physikalischen Mengenbegriffe beim Kind (Piaget & Inhelder, 1942)
- Die Entwicklung des räumlichen Denkens beim Kind (Piaget, Inhelder & Szeminska, 1948)
- Die natürliche Geometrie des Kindes (Piaget & Inhelder & Szeminska 1948)
- Die Psychologie des Kindes (Piaget & Inhelder 1966, dt. 1972)